# Duque de Cambridge
Duque de Cambridge é um título de nobreza do Pariato da Grã-Bretanha (relacionado com a cidade de Cambridge)  conferido a membros da família real britânica por várias vezes. Este foi pela primeira vez usado por Carlos II de Inglaterra (1660-1661), filho mais velho de Carlos I de Inglaterra, mas só foi formalmente criado para Adolfo, Duque de Cambridge.
Desde o dia de seu casamento que este título é usado pelo neto da rainha Isabel II do Reino Unido, Príncipe William e sua mulher Catarina.

## História
A primeira criação foi oficialmente reconhecida no Pariato da Inglaterra em 1664, quando Jaime Stuart, filho do duque de York por sua primeira esposa, recebeu o título.  Jaime morreu jovem e sem herdeiros, e o título foi extinto.  Este último foi novamente concedido a Edgar Stuart, outro filho do duque de York e sua primeira esposa. Edgar também morreu jovem e o título voltou a ser extinto.
O filho mais velho do Duque de York com a sua segunda esposa, Carlos Stuart (1677), também foi denominado duque de Cambridge, mas morreu cerca de um mês de idade, não vivendo o suficiente para ser ascendido ao pariato.
Em 1706 o ducado foi concedido a Jorge Augusto, filho de Jorge Luís, Príncipe hereditário de Hanôver e Duque de Brunswick-Lüneburg, que mais tarde se tornaria Jorge I da Grã-Bretanha.
Quando Jorge Augusto ascendeu ao trono como Jorge II da Grã-Bretanha, o ducado foi incorporado a coroa. O título foi criado em 1801 no Pariato do Reino Unido para o príncipe Adolfo, o sétimo filho de Jorge III.  Após a morte de seu único filho sem um herdeiro legítimo, o título ficou extinto.
O ducado tornou-se vago em 1904, quando o Príncipe Jorge morreu sem deixar herdeiros legítimos.
O neto do primeiro duque (através de uma linha feminina), Adolfo, 2º Duque de Teck, a pedido da rainha Maria de Teck, recebeu o título de Marquês de Cambridge em 1917, quando  aboliu seus títulos alemães e adaptou para ele o sobrenome "Cambridge ".  Após a morte do segundo Marquês, que não deixou herdeiros masculinos, o título extinguiu-se.
Em 1999, com o casamento do Príncipe Eduardo, filho mais novo da rainha Isabel II, os especialistas haviam sugerido que ela deveria recriar o Ducado de Cambridge ou de Sussex para o seu filho caçula, entrementes a Rainha Isabel II quebrou a tradição e para o Príncipe Eduardo foi recriado o título histórico de Conde de Wessex.
Em 29 de abril de 2011, a rainha Isabel II recriou o título para o Príncipe William Arthur Philip Louis, juntamente com os títulos de Conde de Strathearn e Barão Carrickfergus.
| Nome                                   | Retrato | Nascimento                                                                             | Casamento | Morte                                             |
| -------------------------------------- | ------- | -------------------------------------------------------------------------------------- | --------- | ------------------------------------------------- |
| Carlos Stuart Casa de Stuart 1660–1661 |         | 22 de outubro de 1660 Worcester Park House, Filho de Jaime II de Inglaterra e Ana Hyde | Solteiro  | 5 de maio de 1661 (195 dias) Palácio de Whitehall |

### Primeira criação (1664)
| Nome                                                                                | Retrato          | Nascimento                                                                           | Casamento | Morte                                        |
| ----------------------------------------------------------------------------------- | ---------------- | ------------------------------------------------------------------------------------ | --------- | -------------------------------------------- |
| Jaime Stuart Casa de Stuart 1664–1667 também: Conde de Cambridge, Barão de Dauntsey | Prince Frederick | 12 de julho de 1663 Worcester Park House, Filho de Jaime II de Inglaterra e Ana Hyde | Solteiro  | 20 de junho de 1667 (3 anos) Richmond Palace |

### Segunda criação (1667)
| Nome                                                                                | Retrato | Nascimento                                                                              | Casamento | Morte                                            |
| ----------------------------------------------------------------------------------- | ------- | --------------------------------------------------------------------------------------- | --------- | ------------------------------------------------ |
| Edgar Stuart Casa de Stuart 1667–1671 também: Conde de Cambridge, Barão de Dauntsey |         | 14 de setembro de 1667 Worcester Park House, Filho de Jaime II de Inglaterra e Ana Hyde | Solteiro  | 8 de junho de 1671 (3 anos) Richmond Palace      |
| Carlos Stuart Casa de Stuart 1677                                                   |         | 7 de novembro de 1677 Worcester Park House, Filho de Jaime II de Inglaterra e Ana Hyde  | Solteiro  | 12 de dezembro de 1677 (35 dias) Richmond Palace |

### Terceira Criação (1706)
| Nome | Retrato          | Nascimento | Casamento                                          | Morte                                                 |
| --- | ---------------- | --- | -------------------------------------------------- | ----------------------------------------------------- |
| Principe Jorge Casa de Hanôver 1706–1727 também: Marquês de Cambridge, Conde de Munster, Ducado da Cornualha, Duque de Rothesay e Príncipe de Gales | Prince Frederick | 10 de novembro de 1683 Palácio de Herrenhausen ou Palácio de Leine, Hanôver Filho de Jorge I da Grã-Bretanha e Sofia Doroteia de Brunsvique-Luneburgo | Carolina de Ansbach 22 de agosto de 1705 10 filhos | 25 de outubro de 1760 (76 anos) Palácio de Kensington |
| O príncipe George sucedeu como Jorge II em 1727 após a morte de seu pai , e seus títulos se fundiram com a coroa.                                   |                  | |                                                    |                                                       |

### Quarta Criação (1801)
| Nome | Retrato          | Nascimento | Casamento                                            | Morte                                                      |
| --- | ---------------- | --- | ---------------------------------------------------- | ---------------------------------------------------------- |
| Adolfo Casa de Hanôver 1801–1850 também: Conde de Tipperary e Barão Culloden (1801) | Prince Frederick | 24 de fevereiro de 1774 Casa de Buckingham Filho de Jorge III da Grã-Bretanha e Carlota de Mecklemburgo-Strelitz | Augusta de Hesse-Cassel 18 de junho de 1818 3 filhos | 8 de julho de 1850 (76 anos) Casa Cambridge, Londres       |
| Principe Jorge Casa de Hanôver 1850–1904 also: Marques das Ilhas de Ely, Conde Eltham, Visconde Launceston, Barão Snowdon (1751–1760); Príncipe de Gales (1751)                                              | Prince George    | 26 de março de 1819 Norfolk House, Filho de Adolfo, Duque de Cambridge e Augusta de Hesse-Cassel                 | Sarah Fairbrother 8 de janeiro de 1847 3 Filhos      | 17 de março de 1904 (84 anos) Gloucester House, Piccadilly |
| O casamento do príncipe George com Sarah Fairbrother gerou três filhos. No entanto, devido ao Royal Marriages Act de 1772 , o casamento foi inválido e todos os seus títulos foram extintos com a sua morte. |                  | |                                                      |                                                            |

### Quinta criação (2011)
| Nome | Retrato          | Nascimento                                                                                          | Casamento                                        | Morte |
| --- | ---------------- | --------------------------------------------------------------------------------------------------- | ------------------------------------------------ | ----- |
| Principe Guilherme Casa de Windsor 2011– também: Conde de Strathearn, Barão Carrickfergus e Principe de Gales (2022) | Prince Frederick | 21 de junho de 1982 Hospital de St. Mary Filho de Carlos III do Reino Unido e Diana Frances Spencer | Catherine Middleton 29 de abril de 2011 3 filhos |       |
| Seus títulos serão fundidos com a coroa, quando subir ao trono.                                                      |                  | |                                                  |       |

O príncipe William é descendente do príncipe Adolfo, Duque de Cambridge. A princesa Maria Adelaide de Cambridge, filha do príncipe Adolfo, casou-se com Francisco, Duque de Teck. A filha de Adelaide e Francisco – Maria de Teck - se tornou a rainha consorte de Jorge V, a mãe de Jorge VI , e a avó de Elizabeth II e sua irmã Princesa Margaret .
Além disso, através de sua mãe, a falecida Diana, Princesa de Gales , o príncipe William está relacionada com os quatro primeiros Duques de Cambridge como um descendente direto do rei Jaime II e VII .

## Marqueses de Cambridge (1917)
- Adolfo de Cambridge, 1º Marquês de Cambridge (1868-1927), filho de Maria Adelaide de Cambridge filha do príncipe Adolfo, Duque de Cambridge, foi criado Marquês quando o rei Jorge V renunciou títulos alemães de sua família.
- Jorge de Cambridge, 2º Marquês de Cambridge (1895-1981), único filho do 1º Marquês, morreu sem herdeiros e suas honras foram extintas.